# Георги Дамянов
Вижте пояснителната страница за други личности с името Георги Дамянов.
Георги Първанов Дамянов (Георги Дамянов Първанов) е български и съветски офицер (генерал-лейтенант) и политик от Българската комунистическа партия (БКП), член на Политбюро от 1945 г. до смъртта си.

## Биография

### Младежки години
Георги Дамянов е роден на 5 октомври (23 септември стар стил) 1892 г. в село Лопушна, Берковско. През 1911 г. завършва гимназията във Враца, където организира социалистически кръжок. През 1911 г. се записва в Софийския университет специалност право, но скоропостижно преустановява следването си поради липса на средства. Работи като учител в Ковачица и като телеграфист във Фердинанд. През 1912 г. става член на Българската работническа социалдемократическа партия (тесни социалисти), преименувана по-късно на БКП.
През 1915 г. Дамянов завършва Школата за запасни офицери, след което участва в Първата световна война като взводен командир в Тридесет и пети пехотен врачански полк. На фронта развива усилена антивоенна дейност, ранен е, престоява осем месеца в болница и остава с лека инвалидност за цял живот. В периода 1919 – 1923 г. е член на Окръжния комитет на БКП във Враца. Избиран за общински съветник.

### Дейност от 1923 до 1934 г.
След Деветоюнския преврат (1923) Георги Дамянов участва в подготовката на Септемврийското въстание във Врачанско. По време на самото въстание е командир на Лопушанската дружина. Отличава се в боевете за завземането на Фердинанд, в Бойчиновския бой и в сражението при Криводол. След разгрома на въстанието емигрира в Югославия и е осъден задочно на смърт. През 1924 г. се връща нелегално в България и участва във възстановяването на организациите на БКП в Северозападна България, за което получава втора задочна смъртна присъда.
В началото на 1925 г. Дамянов отново емигрира в Югославия. Есента на същата година заминава за СССР с паспорт на името на Георгий Белов, който ползва през целия си престой в Съветския съюз. През 1929 година завършва Военна академия „Фрунзе“ в Москва със звание капитан. Служи като командир на батальон и преподавател в академията по химия и военна тактика (1932 – 1934).

### В Коминтерна
През 1934 г. Георги Дамянов е на работа в Коминтерна, като често използва псевдонима „Белов“. През 1935 г. е изпратен в България, заедно със Станке Димитров и Трайчо Костов, за да отстрани противниците на Димитров в партийното ръководство (т.нар. „левите комунисти“) и да наложи лоялността на партията към линията на Коминтерна. Тогава става член на ЦК на БКП. От 1936 г. след VI пленум на БРП (к.) е член на Политбюро на ЦК на БРП (к.).
През 1937 г. отново е в СССР и участва в ръководството на Задграничното бюро на БКП във Виена. По времето на войната в Испания през 1937 г. е изпратен от НКВД като инспектор на Интернационалните бригади със специална задача. В разгара на Голямата чистка е назначен за ръководител на кадровия отдел на Коминтерна, работи в тясно сътрудничество със съветската политическа полиция и разузнаване и е сред най-доверените лица на съветския диктатор Йосиф Сталин в организацията. Той участва активно в репресиите над политически емигранти от различни страни, като подготвя за политическата полиция стотици списъци, справки и характеристики, в резултат на което голям брой хора са политически изолирани, арестувани, измъчвани, заточени или разстреляни. От края на 1942 г. участва в организирането на въоръжената съпротива срещу режима в България.

### Дейност след 9 септември 1944 г.
След Деветосептемврийския преврат от 1944 г. Георги Дамянов се връща в България и оглавява военния отдел на Централния комитет (ЦК) на БКП. През 1945 г. става член на Политбюро, а през следващата година – и секретар на ЦК. От 1946 до 1950 г. е военен министър в първото и второто правителство на Георги Димитров и в правителството на Васил Коларов и Вълко Червенков. От май 1950 г. до смъртта си е председател на Президиума на Народното събрание. Излиза в запаса на 14 февруари 1951 г.
Георги Дамянов умира на 27 ноември 1958 г. в София.

## Военни звания
- Подпоручик (1916)
- Поручик (1918)
- Полковник от червената армия (1944)
- Генерал-майор (2 ноември 1946)
- Генерал-лейтенант (5 септември 1947)

## Награди
- Звание Герой на социалистическия труд (указ № 389 от 21 септември 1957).[4]
- Орден „Георги Димитров“ (1952), (1957).
- Орден „Ленин“ (1957).